# Hedvig Paqvalin
Hedvig Sophia Paqvalin eller Paqualin, gift Ulner, född 1739, var en svensk poet.
Paqvalins personliga biografi är ofullständigt känd. Hon var dotter till assessorn Hans Gustaf Paqvalin (1696–1772) och Anna Juliana Beckman (1711–1800), och gifte sig med Adam Ulner, regementsskrivare vid Åbo infanteriregemente. Vidare hade hon en syster Lovisa Gustava (1748–1830) som gifte sig med Carl Nathanael af Klercker (1734–1817).
Hon producerade främst så kallade tillfällighetsdikter. Det fanns många poeter inom den så kallade tillfällighetsdikten av hennes kön under frihetstiden, men tillsammans med Charlotta Catharina Löfgren och Charlotta Frölich tillhörde hon de som blev kända utanför den lokala kretsen.
Paqvalin var en på sin tid produktiv författare, men endast få av hennes dikter finns bevarande. Under sin samtid hade hon stort anseende, och valdes in som en av de första medlemmarna i Apollini Sacra.

## Man sällan stora Ljus i lilla verlden ser
Försynens starka hand,

Som stiftar högsta lagar

Till Rikens växt och fall, utstakar sätt och dagar,

Att oskuld styrka ge, att göra sällt ett land,

Befaller då och då de stora snillen vakna

Som stadga tidens lopp,

Som lefva ej för sig, men för det helga hopp,

Hvartill de rustas ut och himmelsk kraft ej sakna.

Sig strax de låta se

Som gnistor elden hysa,

De kännas lätt igen, så snart de börja lysa;

De fläktas derför upp, att verlden dager ge.

Så med TROILIUS var. Han sig ej kunde dölja.

En skicklighet, en drift,

En flit, ett vett, ett mod, från vaggan til Hans grift,

Man nogsamt varse blef med allt Hans väsend följa.

Af dygd de rena prof

Man i Hans insigt sporde

Alldeles Honom värd, sin stora lycka giorde.

Men jag ej smickra lärdt, det görs ej här behof.

Vårt Zion, till hvars lof Han Biskops-stafven förde,

Hans öma nit har sedt,

Han sielf sin minnesstod i tiden har beredt,

Till nåd för Ädel ätt Han ADOLPH FREDRIC rörde.

Det lindrar Rikens brist

Till deras trefnad länder [leder till välbefinnande],

Att Himlen uppväckt hog i Hieltesinnen tänder,

Vårt Sverge klagans värdt ett sådant nu har mist.

Ej slika Ämnen städs til lika mängd upprinna.

Som med cometer sker;

Man sällan stora Ljus i lilla verlden ser;

I Sverge allt för snart de tyckas nu försvinna.

Så hårda Himmels bud

Ej annat än förskräcka.

I alla slagna bröst sorg, rop och suckar väcka.

Fast Svenska Israël kan lita på sin Gud,

Med största skäl det dock sin Arons död begråter;

Sin hegla styres Man.

Låt Milda Allmagt, då vår önskan blifva san,

Att i Hans värda rum Hans like finnes åter!

Din nåd vi ljufligt se

För Sverges framtid råda:

Så låt det stierne fall ej flera andra båda,

Som skymma bort vår dag, och FREDRIC sorger ge.

Nej! låt de dyra Ljus, som nu ibland oss tindra

Få länge stråla än;

Och när Du släcker dem, tänd nya upp igen:

Att brist på stora Män, ej må vår välmagt hindra.

## Verk i urval
- Samuel Troilius, begravning, 4:0 1764
- Öfwer Hans Kongl. Höghet Kron-prinsens Höga Bi-läger med Hännes Kongl. Höghet Kron-Prinsessan af Danemark...." i Lärda Tidningar nr 90, 1766
- Hans Gustaf Paqvalin, begravning, fo, 1773